# Burgundy
Burgundy var en så kallad multilateral handelsplattform (MTF, Multilateral Trading Facility). Marknadsplatsen lanserades 2009. Den grundades av 14 nordiska banker och mäklare men ägs sedan 2012 av Oslo Børs.
Oslo Børs avvecklade marknadsplatsen under 2015 och sista dag för handel var 30 april 2015.